# Megacyclops
Megacyclops is een geslacht van eenoogkreeftjes uit de familie van de Cyclopidae.

## Soorten
- Megacyclops bicuspidatus (Claus, 1857)
- Megacyclops bisetosus (Rehberg, 1880)
- Megacyclops brachypus Kiefer, 1955
- Megacyclops clandestinus (Kiefer, 1926)
- Megacyclops donnaldsoni (Chappuis, 1929)
- Megacyclops dussarti Pesce & Maggi, 1977
- Megacyclops formosanus (Harada, 1931)
- Megacyclops gigas (Claus, 1857)
- Megacyclops kieferi (Chappuis, 1925)
- Megacyclops languidoides (Lilljeborg, 1901)
- Megacyclops languidus (Sars G.O., 1863)
- Megacyclops latipes (Lowndes, 1927)
- Megacyclops magnus (Marsh, 1920)
- Megacyclops minutus Claus, 1863
- Megacyclops niceae (Mann, 1940)
- Megacyclops viridis (Jurine, 1820)